# Pastilă

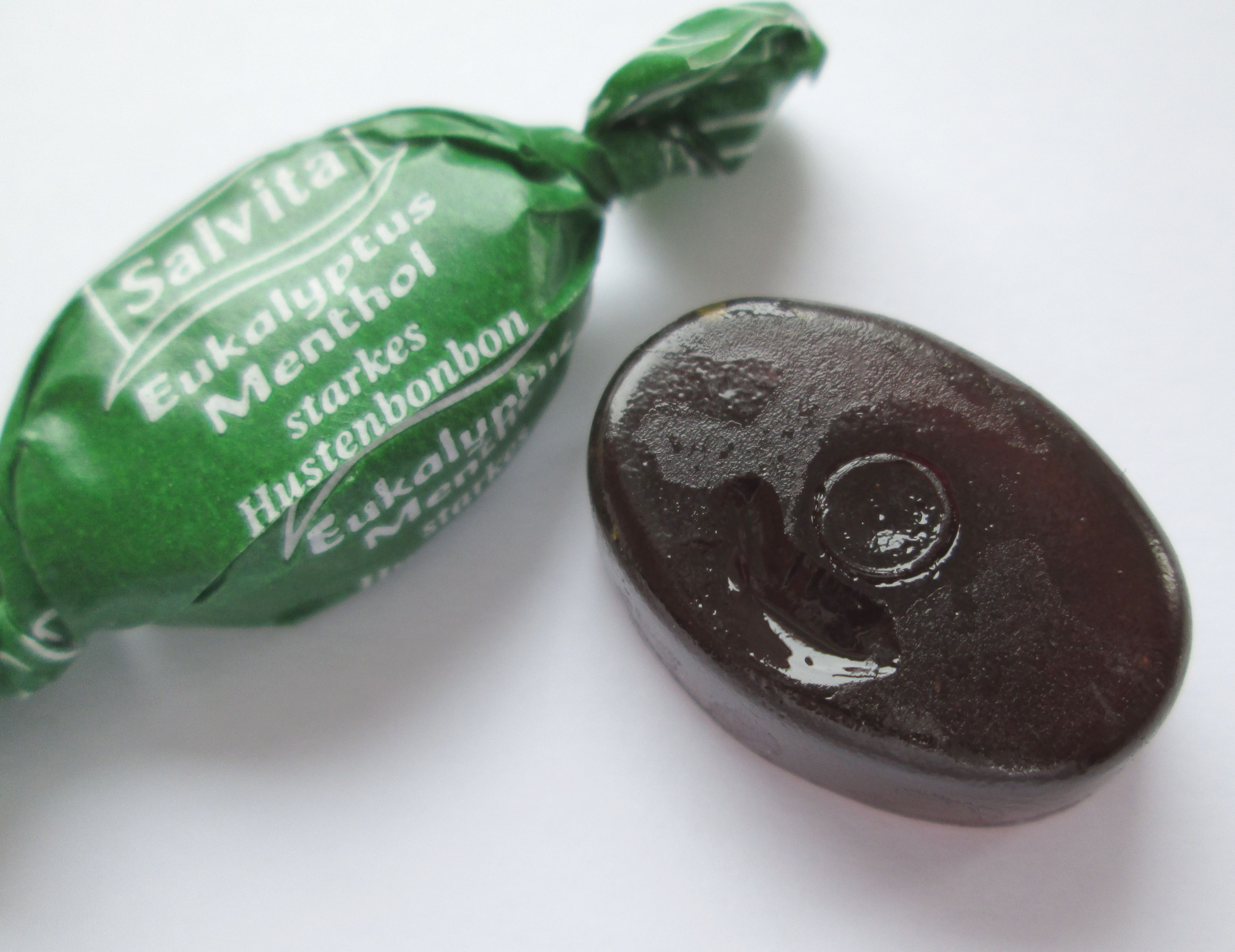
Pastile mentolate pentru ameliorarea tusei

O pastilă sau o pastilă de supt este un preparat farmaceutic solid, similar cu o tabletă sau o bomboană de dimensiune mică, destinată a fi administrată la nivel bucal, unde se dizolvă lent și ameliorează afecțiuni locale buco-faringiene (precum în tuse sau dureri de gât).
Pastilele sau comprimatele de supt pot conține anestezice locale (precum benzocaină), mentol, diverși îndulcitori sau substanțe antimicrobiene.